# Bao Bao
Bao Bao est un panda géant femelle qui est née au zoo national de Washington DC. Elle a grandi au zoo pendant quatre ans jusqu'en février 2017, avant de rejoindre le Centre chinois de conservation et de recherche sur le panda géant dans la province du Sichuan. Elle est la sœur de Tai Shan, Bei Bei et Xiao Qi Ji.

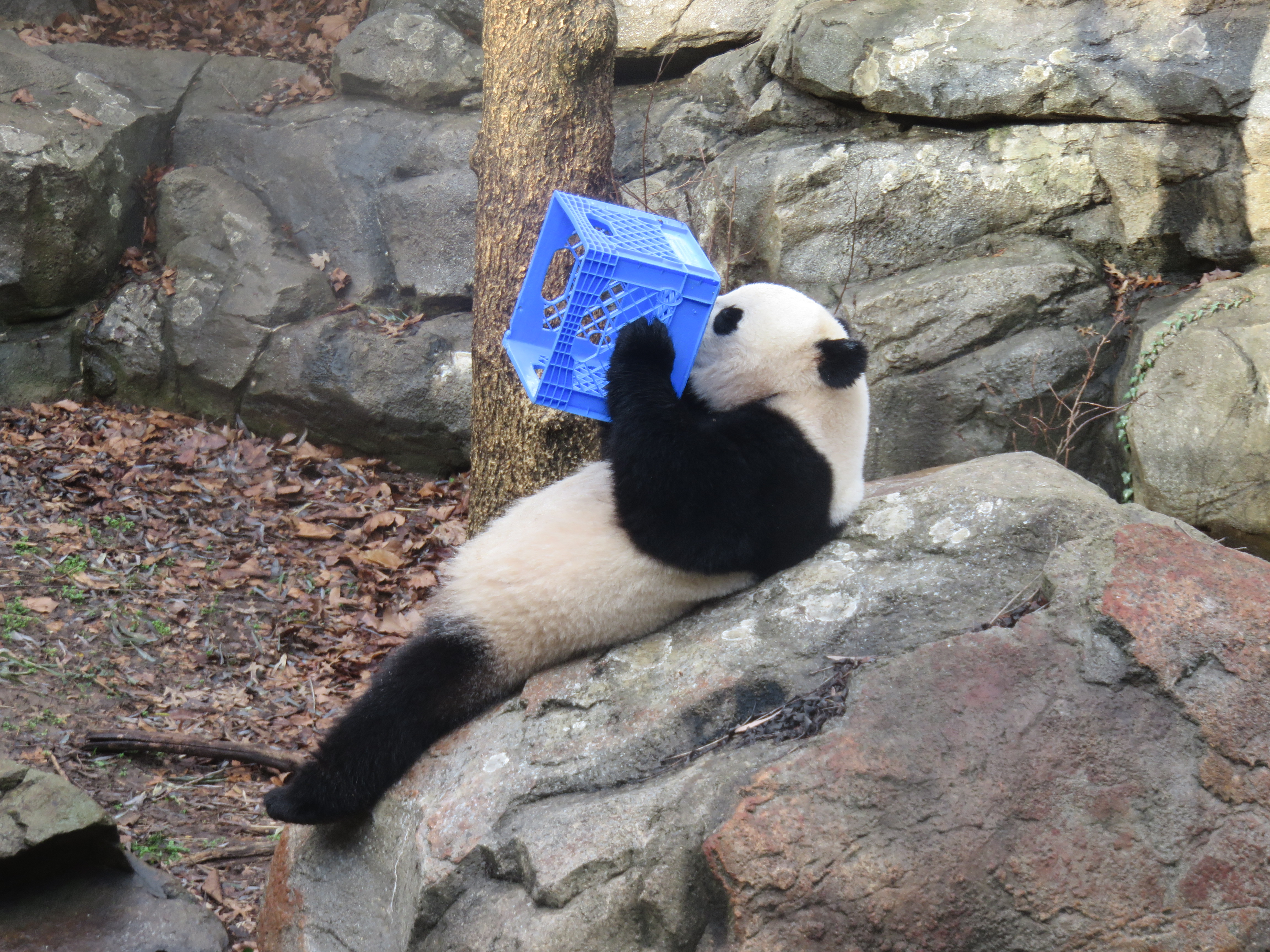
Bao Bao en 2016.